# Quinquenelle
La quinquenelle désigne, dans l'ancien droit français, un répit (c'est-à-dire un délai) de cinq ans accordé au débiteur qui ne pouvait pas s'acquitter de sa dette et qui voulait éviter une saisie ou une cession de biens.

## Description
La quinquenelle tire son nom du latin : quinquennalis, « qui dure cinq ans ». C'est une lettre de répit, accordée par le souverain, qui donnait au débiteur un délai de cinq ans pour s'acquitter. Elle n'avait d'effet que si la majorité des créanciers y consentait. Elle n'avait pas non plus d'effet si la sentence contre le débiteur était déjà intervenue.
Cette disposition tirait son origine du droit romain. La pratique du délai accordé au débiteur qui justifie d'une impossibilité momentanée de payer apparaît dans le Code théodosien. Justinien décida que si la majorité des créanciers (en montant de créance) y consentait, la minorité devait respecter le sursis, pourvu que le délai ne dépasse pas cinq ans.